# Osric (Deira)

Angelsächsische Reiche im frühen 7. Jahrhundert

Osric (auch Osricus; † 634) war in den Jahren 633 bis 634 (632–633?) König des angelsächsischen Königreiches Deira.

## Leben

### Familie
Osrics Vater war Ælfric, ein Bruder Ælles, des ersten bekannten Königs von Deira. Sein Sohn Oswine (642–651) wurde später ebenfalls König Deiras. Edwin, sein Vorgänger auf dem Thron, war sein Vetter. Seine Cousine Acha war die Stiefmutter von Eanfrith (633/634–634), dem König von Bernicia.

### Herrschaft
Im Jahr 633 verbündeten sich die Könige Cadwallon ap Cadfan von Gwynedd und Penda von Mercia und rebellierten gegen Osrics Vorgänger König Edwin von Northumbria. Gemeinsam brachten sie eine ansehnliche Streitmacht zusammen, der es gelang, das northumbrische Heer am 12. Oktober 633 in der Schlacht von Hatfield Chase bei Doncaster zu vernichten. Edwin fiel im Kampf; ebenso sein Sohn Osfrith. Sein Sohn Eadfrith musste sich ergeben und wurde später von Penda ermordet. Unmittelbare Folge der Niederlage war die erneute Teilung Northumbrias: Während sich im südlichen Deira Osric halten konnte, fiel das nördliche Bernicia an den aus dem Exil zurückgekehrten Eanfrith, einen Sohn Æthelfriths, und damit an die dortige alte Dynastie zurück.
Beda Venerabilis zufolge sollen Osric und Eanfrith getaufte Christen gewesen sein, die sich nach der Thronbesteigung wieder der Angelsächsischen Religion anschlossen. Osric scheint die Kirche in seinem Reich jedoch toleriert zu haben. Osric setzte den Kampf gegen Cadwallon fort, den er 634, vermutlich in York, einschloss und belagerte. Bei einem Ausfall Cadwallons fiel Osric und sein Heer wurde aufgerieben. Cadwallon zog plündernd durch Northumbria und ließ Eanfrith, der zum Friedensschluss bereit war, ermorden. Noch im selben Jahr fiel Cadwallon in der Schlacht von Heavenfield im Kampf gegen Eanfriths christlichen Halbbruder Oswald, der Northumbria unter seiner Herrschaft wieder vereinte.